# Ardèche Classic
Ardèche Classic, dawniej Classic de l’Ardèche – kolarski wyścig jednodniowy, rozgrywany we Francji w departamencie Ardèche od 2001.
W latach 2001–2007 rozgrywany poza kalendarzem UCI. W latach 2008–2009 zaliczany był do cyklu UCI Europe Tour z kategorię 1.2, a w latach 2010–2019 z kategorią 1.1. Od 2020 należy do cyklu UCI ProSeries.
Najlepszym rezultatem osiągniętym w wyścigu przez Polaka było 2. miejsce zajęte przez Michała Gołasia w 2014 roku.

## Zwycięzcy
Opracowano na podstawie:
| Rok                                             | Pierwsze               | Drugie                | Trzecie               |
| ----------------------------------------------- | ---------------------- | --------------------- | --------------------- |
| Souvenir Francis Delpech                        |                        |                       |                       |
| 2001                                            | Thomas Bernabeu        | Philippe Gallo        | Christophe Igora      |
| 2002                                            | Tom Colas              | Thomas Bernabeu       | Regis Decotte         |
| Prix du Pays Ruomsois-Souvenir Francis Delpech  |                        |                       |                       |
| 2003                                            | Hicham Menad           | Dimitar Gospodinow    | Jean-François Laroche |
| 2004                                            | Aleksandr Sabalin      | Hubert Dupont         | Nicolas Dulac         |
| 2005                                            | Fabien Fraissignes     | Jauhien Sobal         | Fabrice Billard       |
| Boucles du Sud Ardèche-Souvenir Francis Delpech |                        |                       |                       |
| 2006                                            | Jean-Christophe Péraud | Ignatas Konovalovas   | Wasilij Chatuncew     |
| Boucles du Sud Ardèche                          |                        |                       |                       |
| 2007                                            | Jewgienij Sokołow      | Rein Taaramäe         | Thomas Brigaud        |
| 2008                                            | Gatis Smukulis         | Anthony Ravard        | Jonas Aaen Jørgensen  |
| 2009                                            | Freddy Bichot          | Nicolas Jalabert      | Yann Huguet           |
| 2010                                            | Christophe Riblon      | Pierrick Fédrigo      | Cyril Gautier         |
| 2011                                            | Arthur Vichot          | Thierry Hupond        | Cyril Gautier         |
| 2012                                            | Rémi Pauriol           | Arthur Vichot         | Ion Izagirre          |
| Classic Sud Ardèche-Souvenir Francis Delpech    |                        |                       |                       |
| 2013                                            | Mathieu Drujon         | Rémi Pauriol          | Romain Bardet         |
| 2014                                            | Florian Vachon         | Michał Gołaś          | Philippe Gilbert      |
| 2015                                            | Eduardo Sepúlveda      | Julien Loubet         | Fabio Felline         |
| 2016                                            | Petr Vakoč             | Julien Simon          | Olivier Pardini       |
| Classic de l’Ardèche                            |                        |                       |                       |
| 2017                                            | Mauro Finetto          | Mattia Cattaneo       | Francesco Gavazzi     |
| 2018                                            | Romain Bardet          | Maximilian Schachmann | Lilian Calmejane      |
| 2019                                            | Lilian Calmejane       | Valentin Madouas      | Odd Christian Eiking  |
| Ardèche Classic                                 |                        |                       |                       |
| 2020                                            | Rémi Cavagna           | Tanel Kangert         | Guillaume Martin      |
| 2021                                            | David Gaudu            | Clément Champoussin   | Hugh Carthy           |
| 2022                                            | Brandon McNulty        | Mauri Vansevenant     | Sepp Kuss             |
| 2023                                            | Julian Alaphilippe     | David Gaudu           | Mattias Skjelmose     |
| 2024                                            | Juan Ayuso             | Romain Grégoire       | Mattias Skjelmose     |
| 2025                                            | Romain Grégoire        | Marco Brenner         | Lorenzo Fortunato     |